# Wernher von Braun
Wernher Magnus Maximilian Freiherr von Braun (Wirsitz, Imperi Alemany, 23 de març de 1912 – Alexandria, Estats Units, 16 de juny de 1977) va ser una de les figures més importants en el desenvolupament de la tecnologia aeroespacial a Alemanya i als Estats Units d'Amèrica.
Va liderar el desenvolupament dels míssils V-2 abans i durant la Segona Guerra Mundial, fugint dels soviètics, es va lliurar a les forces americanes i va entrar als Estats Units a través de l'operació (llavors secreta) «Paperclip». Va adquirir la nacionalitat estatunidenca, i va treballar en el disseny i desenvolupament dels primers míssils balístics Intercontinentals (ICBM, de l'anglès intercontinental ballistic missile) americans, abans d'entrar a la NASA, on va treballar com a director del "Marshall Space Flight Centre" i enginyer en cap del vector Saturn V que va permetre als americans d'arribar a la Lluna. Se’l considera habitualment el pare del programa espacial estatunidenc, motiu pel qual va rebre la Medalla Nacional de Ciència (National Medal of Science) dels Estats Units l'any 1975. Dos anys després moria i va ser enterrat al cementiri d'Ivy Hill a Alexandria (Virgínia, EUA).

## Inicis
Wernher von Braun va néixer a Wirsitz, dins la província prussiana de Posen. Va ser el segon de tres germans d'una família amb un gran pes polític i social. Son pare, el polític conservador Magnus Freiherr von Braun va ser ministre d'agricultura durant la república de Weimar, i sa mare, Emmy von Quistorp pertanyia a una família embrancada amb les principals cases reials europees. Va ser ella qui li va regalar un primer telescopi amb el qual va descobrir la seva passió per l'astronomia i l'espai exterior.
Acabada la Primera Guerra Mundial, i a causa del tractat de Versalles, Wirsitz i la província de Posen va passar a formar part de Polònia. Això va causar que ell i seva família (com van fer moltes altres famílies d'origen alemany) haguessin de mudar-se. El 1920 la família es va instal·lar a Berlín. El petit von Braun es va començar a interessar per l'espai i els coets quan va caure a les sever mans una còpia del llibre Die Rakete zu den Planetenräumen (El Coet a l'Espai Interplanetari) de Hermann Oberth, un dels primers pioners de la coeteria a nivell mundial.
El 1930, von Braun va estudiar a la Universitat Tècnica de Berlín, on es va unir a la Verein für Raumschiffahrt (la VfR, Associació pel Viatge Espacial) on va poder assistir i ajudar Hermann Oberth en diverses proves de coets alimentats per combustible líquid. El 27 de juliol del 1934, va aconseguir el doctorat en enginyeria física aeroespacial.
La idea del viatge espacial va fascinar von Braun des que era petit i va perseguir aquesta idea tota la vida. Tot i que als trenta-dos anys va ser designat cap del cos de coets de l'exèrcit alemany i que durant la major part de la seva vida va treballar amb míssils, el viatge espacial va ser sempre el seu primer objectiu.

## Etapa Alemanya

### El coetaire prussià
Von Braun estava treballant en el seu doctorat quan el capità d'artilleria, Walter Dornberger, va crear una subvenció per a la investigació que li permetria a ell i a von Braun treballar en les proves de coets de combustible sòlid que s'estaven duent a terme a Kummersdorf. Va acabar el seu doctorat dos anys després i a finals del 1934 el seu grup ja havia aconseguit llançar a alçades de 2,2 i 3,5 quilòmetres.
En aquella època, Alemanya estava molt interessada en la recerca que realitzava el físic americà Robert H. Goddard. Anteriorment al 1939, científics alemanys havien contactat directament amb Goddard per tractar qüestions tècniques. Més endavant la situació es va tensar i els contactes es van acabar. Tot i això, Von Braun va emprar diversos plànols de Goddard que van aparèixer en diferents publicacions per incorporar-los al disseny dels coets A-4 (més coneguts com a bombes volats V-2). De fet, acabada la guerra, Goddard va examinar diverses V-2 capturades als alemanys i va veure que empraven diversos components que ell havia inventat. Igualment, Von Braun, al seu llibre d'història de la coeteria, reconeix que moltes de les característiques incorporades als moderns coets havien estat aportacions de Goddard.

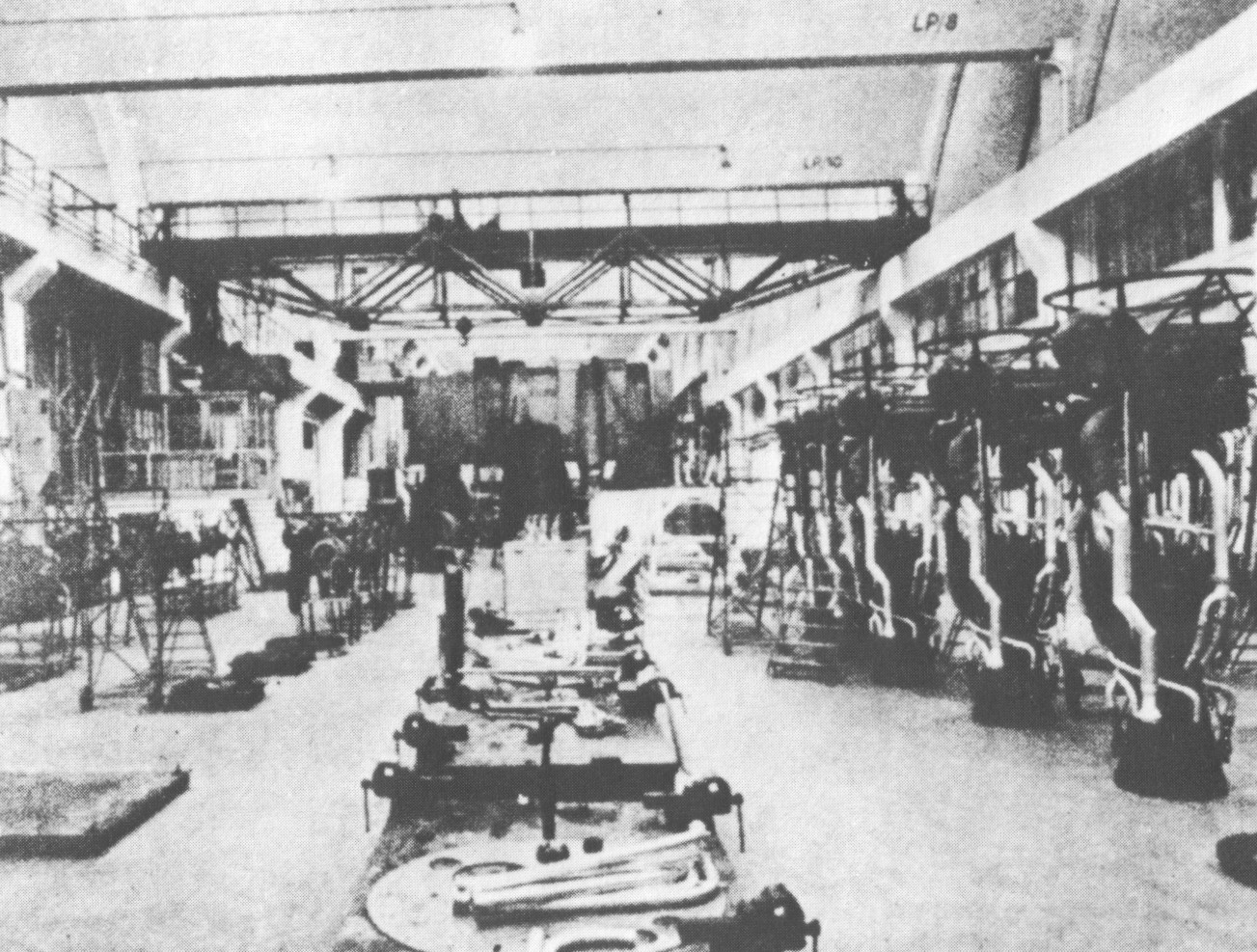
Producció d'A4 a Mittelwerk al 1945. Foto extreta d'un film soviètic fet després de la guerra.

Després del col·lapse de la VfR van desaparèixer totes les societats coetaires alemanyes i totes les proves de coeteria civil van ser prohibides pel règim nazi. Només el desenvolupament en l'àmbit militat estava permès i amb aquesta finalitat, es van construir unes grans instal·lacions a Peenemünde, una localitat al nord d'alemanya prop del mar bàltic. Aquest emplaçament va ser escollit en part gràcies a la mare de Von Braun, que va recordar al seu fill que en aquest lloc era on el seu pare anava a caçar ànecs. Dornberger va esdevenir el comandant militar d'aquesta nova ubicació amb Von Braun com a director tècnic. En col·laboració amb la Luftwaffe el grup de Peenemünde va desenvolupar motors coet de combustible líquid per a avions i per a enlairaments assistits per coets. També van desenvolupar el míssils balístics de llarg abast A-4 i el míssil supersònic terra-aire Wasserfall.
Un document de l'oficina del govern militar dels Estats Units datat el 23 d'abril del 1947, detalla que Von Braun va esdevenir membre del Partit Nacional Socialista el primer de maig del 1937 i que va ser oficial de les Waffen-SS des del maig del 1940 fins al final de la guerra. Sobre aquest tema el mateix Von Braun comenta:
Se’m va exigir oficialment que ingressés al partit Nacional Socialista. En aquella època ja era el director tècnic del Centre de Coets de l'exèrcit a Peenemünde... si m'hi hagués negat, això hauria representat abandonar la feina de la meva vida. Per tant, vaig decidir ingressar-hi. La meva afiliació no va comportar cap activitat política... A la primavera del 1940, un coronel de les SS em va venir a buscar a la meva oficina de Peenemünde per comunicar-me que en Heinrich Himmler (Reichsführer de les SS) l'havia enviat amb l'ordre per instar-me a ingressar a les SS. Vaig trucar immediatament al meu superior, el Major-General Walter Dornberger. Em va informar que si volia continuar amb la col·laboració actual no tenia més remei que ingressar-hi.

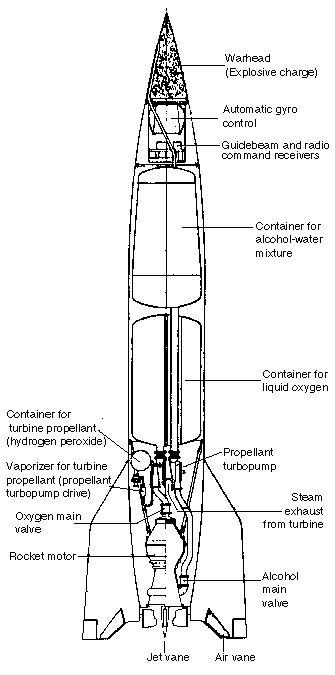
Esquema d'un míssil V-2.

Aquest comentari ha estat molt discutit perquè el 1940, les Waffen-SS no havien mostrat encara cap interès envers Peenemünde. Igualment declaracions d'altres persones en posicions similars a les de Von Braun semblen negar que hi haguessin pressions per entrar al partit i encara menys a les SS. Von Braun afirma que només es va posar l'uniforme de les SS en una ocasió arran de la visita de Himmler a les instal·lacions de Peenemünde. Va entrar a les SS com a Untersturmführer (segon lloctinent) i va ser ascendit tres vegades per Himmler. La darrera al juny del 43 a SS-Sturmbannführer (equivalent a un comandant de la Wehrmacht).
El 22 de desembre del 1942, Adolf Hitler va signar l'ordre que aprovava la producció dels A-4 com a "arma de venjança" per emprar-la contra Londres. Després d'una presentació de Von Braun el 7 de juliol del 1943 en la qual en una pel·lícula en color es mostrava l'enlairament d'un A-4, Hitler es va mostrar tant entusiasta que ell personalment va nomenar Von Braun professor, cosa absolutament inusual –en l'Alemanya d'aquella època- per un enginyer de només 31 anys. El primer A-4 en versió de combat rebatejat com V-2 ("Vergeltungswaffe 2", "Arma de venjança 2") va ser llançat contra Londres el 7 de setembre del 44. L'interès de Von Braun en la coeteria es devia principalment als viatges espacials, per això en conèixer les primeres notícies dels impactes a Londres va dir: ‘El coet ha funcionat perfectament, excepte pel fet que ha aterrat al planeta equivocat’.
El general de les SS Hans Kammler, que havia construït diferents camps de concentració –inclòs Auschwitz- i que tenia una gran reputació per la seva brutalitat, va tenir la idea d'emprar presoners dels camps de concentració per treballar en la construcció del míssils. De fet va morir més gent durant la construcció d'aquesta arma que a causa dels seus efectes. Von Braun va admetre haver visitat la planta de Mittelwerk en diverses ocasions i va qualificar les condicions de la planta de "repulsives", si bé sempre ha negat que hagués presenciat de primera mà cap mena de tortura o assassinat tot i que el 1944 ja estava clar que hi havia hagut morts. A part, sempre va negar haver visitat mai el proper camp de concentració de Mittelbau-Dora.
Al seu llibre Crusader for Space nombroses cites delaten que Von Braun estava al cas de les condicions de la factoria de V-2, però que se sentia completament incapaç de canviar-les.

### Arrestat pel règim nazi
Von Braun va estar sotmès a vigilància des de l'octubre del 1943. En un d'aquests informes es detalla que ell i alguns dels seus col·legues es queixaven de no estar treballant en cap astronau i feien notar que la guerra no anava bé (actitud derrotista). Més endavant una jove dentista els va denunciar pels comentaris. Aquest fet juntament amb els falsos càrrecs de ser simpatitzant comunista i d'haver intentat sabotejar el programa V-2 van portar a la seva detenció per part de la Gestapo.
Va ser arrestat el 14 de maig del 1944 i portat a una cel·la de la Gestapo a Stettin (actualment Szczecin, Polònia) on va estar tancat durant dues setmanes sense que se’l comuniqués quins càrrecs hi havia en contra d'ell. Només a través de la intel·ligència Abwehr a Berlín, el fins aleshores cap seu Walter Dornberger va aconseguir que se l'alliberés per tal que més tard Albert Speer (ministre de municions i producció de guerra) pogués convèncer Adolf Hitler perquè el reincorporés a la seva posició permetent que el programa V-2 continués endavant.:38–40 Tot i això a partir d'aquell moment la por va instal·lar-se a Peenemünde.

### Rendició a les tropes americanes

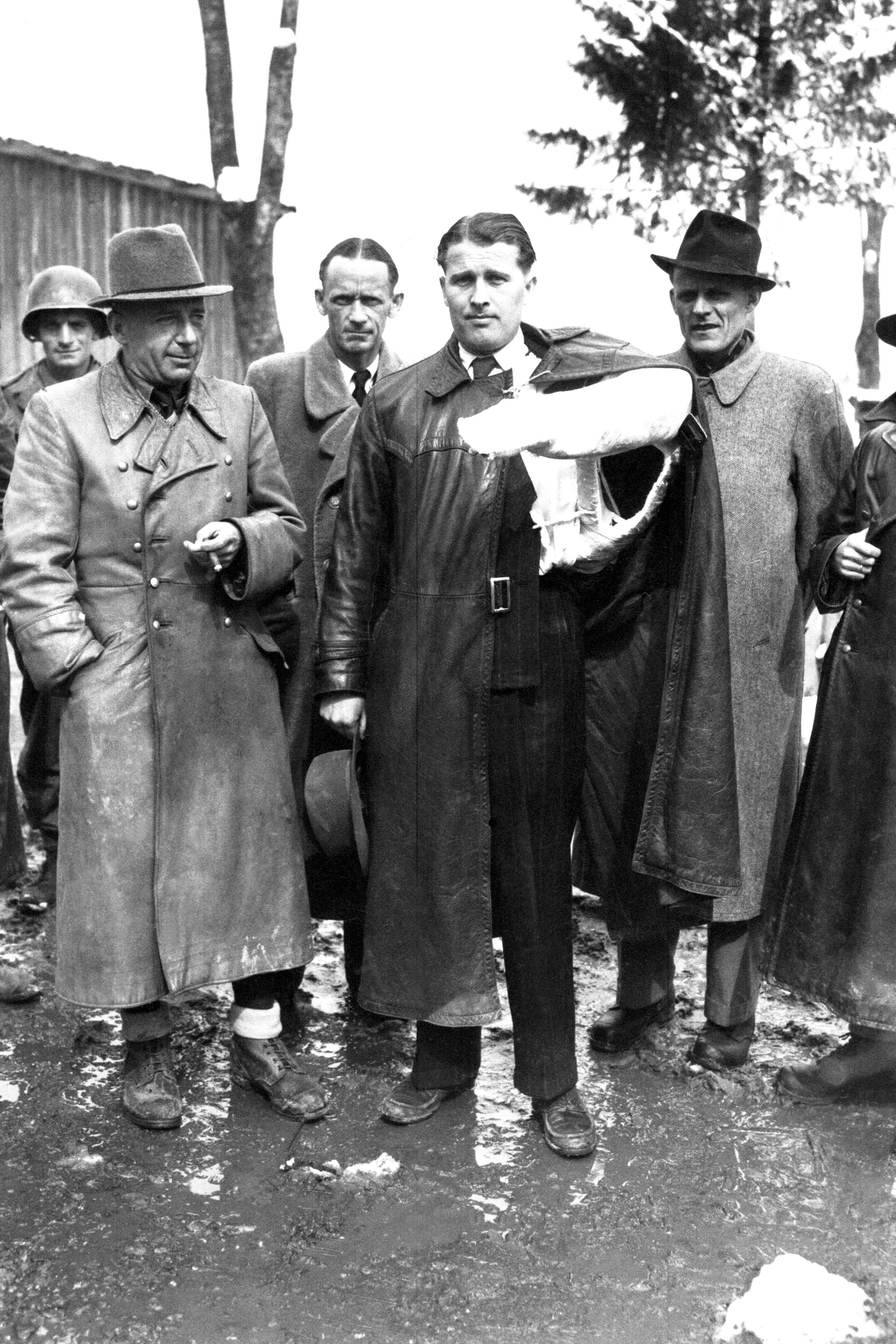
En primer terme, Walter Dornberger i Wernher von Braun rendint-se a les tropes americanes el maig del 1945.

L'exèrcit roig era a només 160 km de Peenemünde a la primavera del 1945. Von Braun va reunir als seus col·laboradors i els va plantejar com i a qui calia rendir-se. Espantats per la crueltat dels soviètics amb el presoners de guerra, van decidir d'intentar rendir-se davant les tropes americanes. Falsificant ordres de les SS, Von Braun va autoritzar un comboi de 5000 persones a creuar els destrossat sud d'alemanya cap a les línies americanes. Mentrestant, les SS havien ordenat d'eliminar tots els enginyers alemanys i destruir tota la seva documentació. Els enginyers, però, havien amagat tota aquesta documentació en una mina als Alps tirolesos on s'amagaven (prop de coll d'Oberjoch) tot intentant d'esquivar les seves pròpies tropes. El 2 de maig del 1945 finalment van trobar un soldat americà al qual es van rendir. L'alt comandament americà es va adonar ràpidament de la importància dels enginyers capturats i va enviar immediatament tropes a Peenemünde i Nordhausen per tal de capturar totes les peces i informació possible de les V-2. Un cop recollit tot, es van omplir 300 vagons de tren amb material que va ser enviat cap Amèrica i es van destruir amb explosius ambdues ubicacions. Tot i aquestes accions, molts dels membres de l'equip de producció van acabar en mans de les tropes russes. Els plànols de les V-2 amagats prop de Bad Sachsa a Alemanya van ser recuperats a posterioritat pel 332e regiment d'enginyers americà. En total 118 enginyers de coets alemanys van ser enviats als Estats Units en el marc de l'operació "Paperclip", anomenada així perquè inicialment calia classificar tots els papers capturats a Peenemünde.

## Etapa Americana

### Treball amb l'Exèrcit dels Estats Units

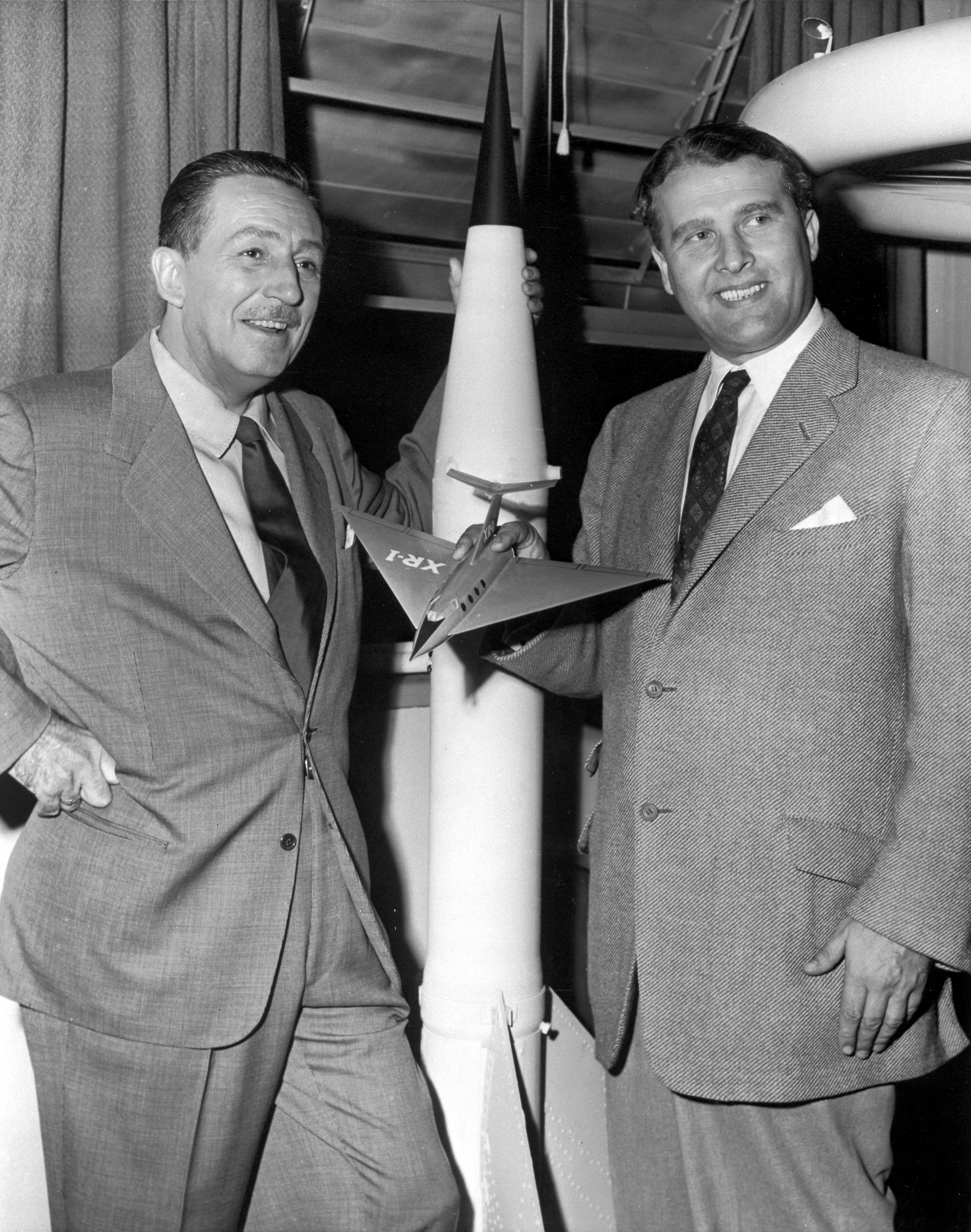
Walt Disney i Wernher von Braun, en una foto de l'any 1954, van col·laborar en diverses sèries de pel·lícules educatives.

Els primers 7 tècnics alemanys van arribar a l'aeròdrom de New Castle (Delaware) el 20 de setembre del 1945. Van ser transportats per diferents instal·lacions militars fins a acabar al camp de proves d'Aberdeen a Maryland per ordenar tots els papers de Peenemünde. Això havia de permetre, en un breu període, continuar amb els experiments amb coets.
Després de voltar molt, Von Braun i el que quedava del seu equip van ser traslladats a Fort Bliss (Texas) una gran instal·lació militar on van instruir militars, industrials i personal universitari en els detalls de la construcció de coets i míssils guiats. Van ajudar a reconstruir, assemblar i disparar diversos V-2 portats d'Alemanya a les instal·lacions de White Sands a Nou Mexic. A part, van continuar estudiant el futur potencial dels coets per usos militars i de recerca. Atès que no els era permès sortir de les instal·lacions sense vigilància militar, Von Braun i els seus companys van començar a autoanomenar-se POPs ("Prisioners of Peace" presoners de pau, en contrast amb la denominació POW "Prisioner of War" presoner de guerra).
Durant la seva estada a Fort Bliss, Von Braun va proposar matrimoni per correu a la seva cosina per part de mare Maria Luise von Quistorp. Després d'obtenir el permís pertinent, va viatjar a Alemanya on va contraure matrimoni a l'església de Landshut. La parella amb els seus pares va tornar a Nova York el 26 de març del 1947. El 9 de desembre del 1948 va néixer la seva primera filla, Irish Careen a l'hospital militar de Fort Bliss. Els Von Braun van tenir dos fills més: Margrit Cecile el 8 de maig del 1952 i Peter Constantine el 2 de junt del 1960.

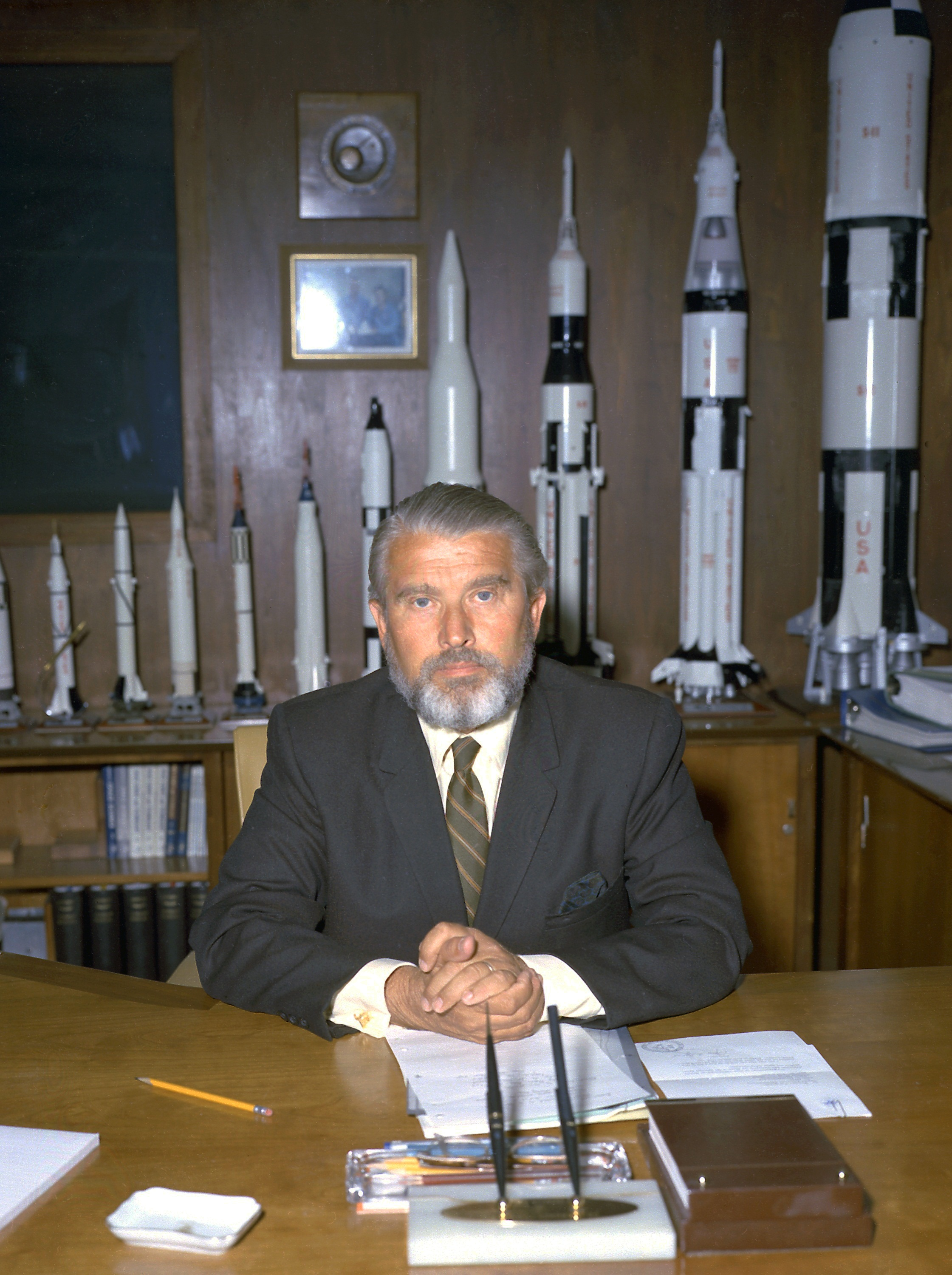
Von Braun i les seves maquetes de coets al quarter general de la NASA l'any 1970.

El 1950, Von Braun i el seu equip van ser transferits de nou a Huntsville (Alabama) on s'estaria els següents 20 anys. Entre els anys 1950 i 1956 va dirigir l'equip de desenvolupament de coets a l'arsenal de Redstone del qual va sorgir el míssil Redstone. El 1955, Von Braun va adquirir la ciutadania nord-americana.
Mentre continuava somiant en un món en què els coets s'empressin per a l'exploració espacial, el 1952, Von Braun va publicar la seva idea d'estació espacial en una sèrie d'articles a la revista Collier's Weekly titulats Man Will Conquer Space Soon! (La humanitat aviat conquerirà l'espai!). Aquests articles profusament il·lustrats van contribuir molt a difondre les seves idees. Igualment, per tal d'augmentar l'interès del gran públic en el futur programa espacial americà, va col·laborar amb els estudis Disney com a director tècnic en diversos programes de televisió que tractaven sobre l'exploració espacial.
Com a director d'operacions de la divisió de desenvolupament de l'agència de míssils balístics (ABMA), l'equip de Von Braun va desenvolupar una modificació del míssil Redstone anomenada Jupiter-C. Aquest coet va ser el responsable de col·locar a l'espai el primer satèl·lit artificial americà Explorer-1 el 31 de gener del 1958. Aquest fet va marcar l'inici del programa espacial americà. A la Unió Soviètica, Sergei Korolev i el seu equip de científics alemanys treballaven en diferents dissenys de coet i en el programa Spútnik, mentre que el govern americà només donava suport a un petit i modest programa de coets. A més per aquella època la premsa americana va treure a la llum el passat de Von Braun a les SS i l'ús de treballadors forçats en la construcció dels coets V-2. No va ser fins a l'entrada en òrbita de l'Spútnik 1 que es van adonar de l'avantatge que el duien els russos en la cursa espacial que estava començant. Després de nombrosos fracassos en l'intent de posar un satèl·lit en òrbita, treballant separadament en diverses agències que no col·laboraven entre elles (Marina, exèrcit, etc.) van decidir crear una agència espacial única (la NASA) i transferir-hi ràpidament a Von Braun i tot el seu equip.

### Treball a la NASA

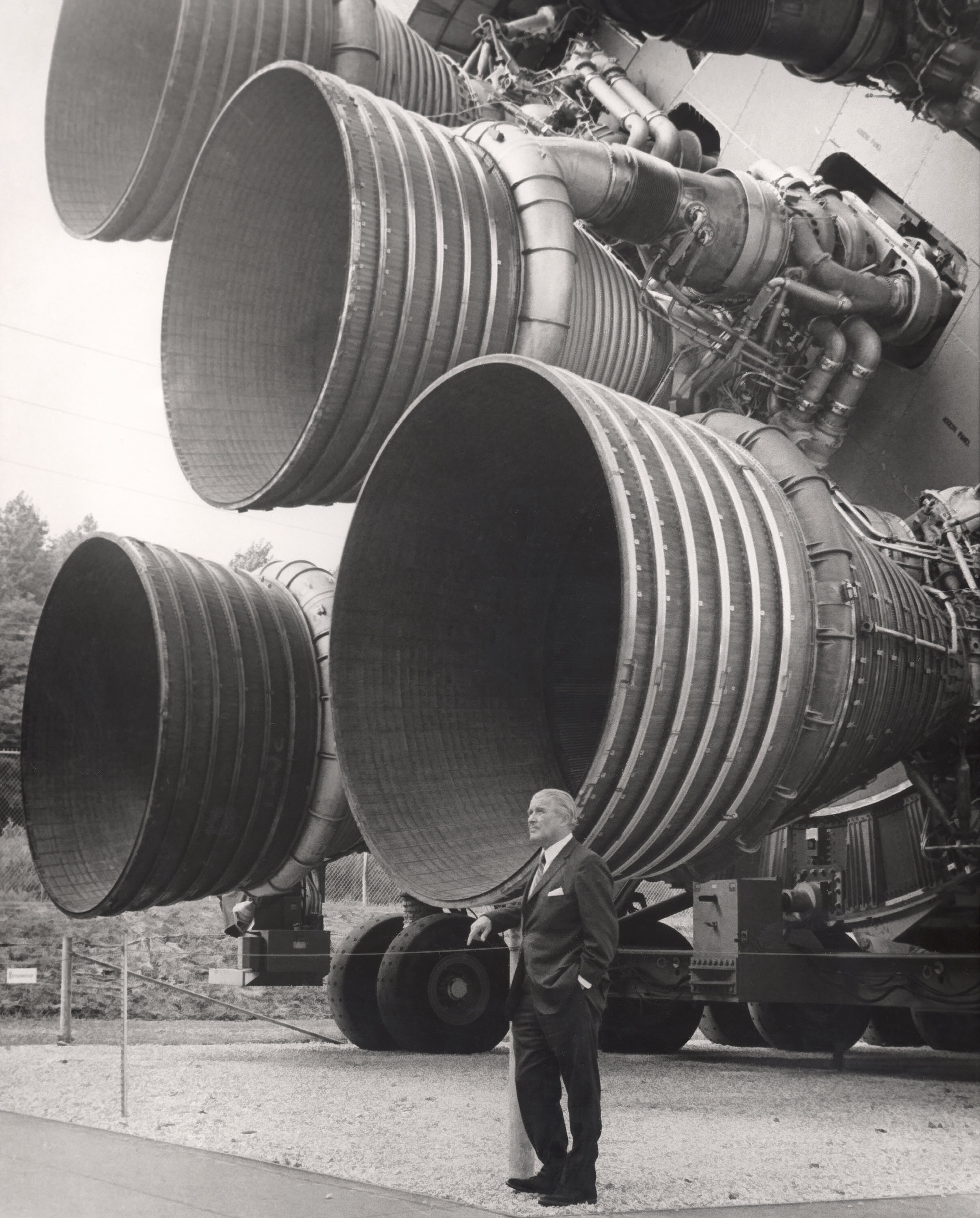
Wernher von Braun, sota el motor F-1 de la primera etapa del Saturn V al "US Space and Rocket Center".

La NASA va ser creada per llei el 29 de juliol del 1958. L'endemà mateix el 50è coet Redstone que s'enlairava satisfactòriament partia des de l'atol de Johnson al sud del pacífic. Dos anys després la NASA va crear el "Marshall Space Flight Center" i hi van transferir l'equip de Von Braun. Von Braun va treballar-hi com a director des del juliol del 1960 fins al febrer del 1970.
Un dels programes més importants portats a terme al "Mashall Space Flight Center" va ser el desenvolupament de la família de llançadors Saturn, capaços de posar en òrbita terrestre càrregues pesants. El somni de Wernher von Braun de col·laborar en l'arribada de l'home a la lluna es va fer realitat el 16 de juliol del 1969 quan el seu desenvolupament més potent (el coet Saturn V) va enlairar-se portant a la tripulació de l'Apollo 11. Durant tot programa "Apolo" els coets Saturn V van portar sis equips d'astronautes fins a la superfície de la lluna i en etapes posteriors també van ser els llançadors escollits (amb diverses modificacions) pel programes de l'estació espacial Skylab.
Durant els darrers anys de la dècada dels 60, Von Braun va tenir un paper principal en el desenvolupament de la coeteria americana. El seu despatx, des del qual va dirigir la carrera espacial americana, encara es pot visitar al "U.S. Space & Rocket Center" a Huntsville (Alabama).
El 1970 va ser traslladat a Washington com a responsable associat de planificació a la central de la NASA. Però amb la cancel·lació del projecte Apollo al juny del 1972, va quedar ben clar que les idees de la NASA i les seves eren completament diferents, cosa que va forçar la seva marxa.

### Carrera després de la NASA
Un cop va haver abandonat la NASA, von Braun va entrar a treballar com a vicepresident a les Industries Fairchild (un fabricant aeronàutic) des d'on va ajudar a promocionar diverses institucions de promoció de l'espai. A partir del 1976 va fer de consultor científic per Lutz Kayser, va ser CEO de l'empresa OTRAG i van pertànyer al consell directiu de Daimler-Benz. Durant aquest temps també es va centrar a contribuir a augmentar l'interès de la gent en la coeteria i els vols tripulats, especialment entre estudiants universitaris i nous enginyers. Molt sovint se’l requeria per fer conferències en col·legis i universitats.
El 1976, se li va descobrir un tumor metastàtic als intestins. Tot i les diverses operacions a les quals es va sotmetre, la malaltia va continuar avançant obligant-lo a retirar-se de Fairchild al desembre del 1976. El 16 de juny del 1977, Wernher Magnus Maximilian Freiherr von Braun moria a l'edat de 65 anys. Va ser enterrat al cementiri d'Ivy Hill a Alexandria (Virginia, EUA)

## Honors
- Va rebre la National Medal of Science l'any 1975.